# Первомайск (Лельчицкий район)
Первома́йск (бел. Першамайск) (до 1 мая 1923 года Засунье) — деревня в Буйновичском сельсовете Лельчицкого района Гомельской области Беларуси.
На севере лес.

## География

### Расположение
В 30 км на северо-восток от Лельчиц, 50 км от железнодорожной станции Ельск (на линии Калинковичи — Овруч), 202 км от Гомеля.

## Транспортная сеть
Транспортные связи по просёлочной, затем автомобильной дороге Лельчицы — Мозырь. Планировка состоит из прямолинейной широтной улицы, которая на 3 раздваивается. Застройка преимущественно деревянная, двусторонняя, неплотная.

## История
Согласно письменным источникам известна с XIX века как селение в Буйновичской волости Мозырского уезда Минской губернии. В 1879 году обозначена в числе селений Буйновичского церковного прихода. В 1931 году жители вступили в колхоз, работала кузница. Во время Великой Отечественной войны в июле 1943 года оккупанты сожгли деревню и убили 11 жителей. Согласно переписи 1959 года центр колхоза имени В. И. Чапаева, располагались лесопилка, 9-летняя школа, клуб, библиотека, фельдшерско-акушерский пункт, отделение связи, магазин.

## Население

### Численность
- 2004 год — 79 хозяйств, 182 жителя.

### Динамика
- 1897 год — 8 дворов, 74 жителя (согласно переписи).
- 1908 год — 20 дворов, 116 жителей.
- 1917 год — 167 жителей.
- 1921 год — 22 двора, 173 жителя.
- 1940 год — 60 дворов, 213 жителей.
- 1959 год — 365 жителей (согласно переписи).
- 2004 год — 79 хозяйств, 182 жителя.

## Известные уроженцы
- Г. И. Флерко — генерал-майор, начальник Военной академии Республики Беларусь.